# Jeumont-Heidmann
Pour les articles homonymes, voir JH.
Le JH (pour Jeumont-Heidmann) est un équipement électromécanique de démarrage à résistances pour engins à moteur à courant continu, fabriqué initialement par les Forges et ateliers de constructions électriques de Jeumont et conçu par leur ingénieur-directeur Léon Heidmann. 
Comme tout système électromécanique, il comporte de nombreuses pièces d'usure dont le remplacement régulier doit être planifié pour éviter autant que possible les pannes. 
L'avènement des circuits électroniques de contrôle, dépourvu de ces éléments d'usure, a rendu obsolète ce dispositif, bien que cela pose d'autres questions (notamment celle de la disponibilité des composants électroniques à long terme dans des installations prévues pour fonctionner plusieurs dizaines d'années).  

## But
Les moteurs série à courant continu ont une trop faible résistance électrique au démarrage ; des moyens ont donc du être développés pour limiter le courant au démarrage, en ajoutant une résistance, et la diminuer au fur et à mesure que la vitesse augmente : les rhéostats de démarrage. Initialement, ceux-ci étaient manipulés à la force du bras, ce qui pouvait éventuellement mener à des problèmes s'ils n'étaient pas manipulés adéquatement. Un mécanisme automatique gommait ce risque. Il fut également utilisé sur d'autres systèmes électromécaniques d'enclenchement séquentiel, par exemple pour la sélection d'une série d'enroulements secondaires d'un transformateur.

## Principe
Le JH est constitué d'un arbre à cames ouvrant et fermant mécaniquement les contacteurs permettant d'éliminer progressivement les résistances placées en série dans le circuit de traction. 
Il est commandé par un servo-moteur électrique dont chaque révolution permet de passer un cran de l'arbre à cames via un disque cranté (fonctionnant la plupart du temps dans les deux sens, bien qu'une version simplifiée pour du matériel urbain qui ne tractionne qu'en phase d'accélération ait été également produite).
Le succès du JH vient d'un coût d'entretien et d'un poids réduits par rapport aux dispositifs électromécaniques antérieurs. Ceux-ci fonctionnaient en effet également sur le principe d'un calage du disque à crans via l'insertion d'un "obstacle" dans la course de ce dernier afin de l'arrêter à la bonne position. Mais les dispositifs anciens impliquaient l'insertion de la cale alors que le moteur entrainait le disque, provoquant un choc brutal. Le dispositif de calage était donc surdimensionné afin de ne pas être brisé par l'inertie du moteur et de l'arbre à cames, et le moteur voyait sa durée de vie réduite par ces arrêts brutaux. 
Dans le dispositif JH, le servo-moteur de commande entraine un disque secondaire qui fait un tour complet pour chaque cran. Ce disque est surmonté par un galet excentrique qui n'entraine l'arbre à cames (via son disque à crans) que durant une partie de sa révolution, soit celle où ce disque est libéré de son calage, chaque tour du servo-moteur étant décomposé en trois phases : 
- Durant la première phase, le servo-moteur monte en vitesse, le galet d'entrainement n'est pas engagé dans les crans du disque. Une tringle reliée au disque secondaire écarte la cale située à l'opposé de ce dernier par rapport au disque à crans ;
- Durant la seconde phase, le servo-moteur est en régime, la cale a libéré le cran de verrouillage et le galet d'entrainement s'applique sur l'un des crans pour faire tourner l'arbre à cames ;
- Durant la troisième phase, le servo-moteur peut décélérer, le galet s'est libéré du cran qu'il vient d'entrainer et la tringle de liaison repousse la cale dans le cran suivant.

## Utilisation
La locomotive prototype 2BB2 3201 (ex  242 AE 1 du PLM) sert de banc de test au JH en 1927.  
Divers matériels roulants notamment fournis par l'industrie ferroviaire française et belge
- SNCF : Z 3700, Z 3800, Z 5100, Z 5300, Z 7100, BB 9200, BB 9300, CC 6001, BB 9003 et BB 9004, Z 7300, Z 7500, Z 9500 et Z 9600.
- RATP : Matériel articulé (MA 51), MP 55, MP59, MS 61, MF 67, MP 73
- STC: MP-68, NM-73 (versions A et B)
- MDS: NS-74
- RTM : MPM 76
- SNCB : tout le matériel à traction électrique (3000 volts, courant continu) livré entre 1950 et 1972, soit les motrices série 22, 23, 25 et 26 ainsi que les automotrices classiques livrées durant cette période.